# Elecciones parlamentarias de Venezuela de 2010
Las elecciones parlamentarias de Venezuela de 2010 fueron celebradas el domingo 26 de septiembre del 2010 para elegir a los diputados de la Asamblea Nacional.para su III legislatura, en el marco del quinquenio constitucional 2011-2016, debiendo suceder a los diputados de la II legislatura, elegida en las elecciones pasadas, el cual estaba de culminar su mandato constitucional de cinco años. 
Esta es la primera elección que se realizó estando en vigencia la nueva Ley Orgánica de Procesos Electorales, aprobada por la Asamblea Nacional en 2009, implementando por primera vez desde 1998, bajo la constitución de 1999, el sistema de voto paralelo, escogiéndose 52 escaños mediante el sistema de representación proporcional, y 110 escaños por escrutinio uninominal mayoritario, formándose circunscripciones electorales según la base poblacional de 1,1% de población total del país. No obstante, está definido que todas las entidades federales venezolanas deben elegir como mínimo tres diputados; adicionalmente se eligen tres diputados adicionales, en representación a los pueblos indígenas, dentro de tres circunscripciones especiales. En total, 165 diputados, dos diputados menos que en la elección de 2005. Además, se eligieron los doce representantes venezolanos para el Parlamento Latinoamericano, bajo el sistema de representación proporcional.
La participación fue de 66.45%, casi el triple que en la última elección legislativa, cuando la oposición al chavismo se abstuvo de participar, alegando "falta de garantías". Desde entonces, el chavismo mantuvo control total del parlamento, y una de sus metas fue conservar esta mayoría cualificada, lo que significaba conservar al menos 110 diputados.
La coalición gobernante PSUV-PCV obtuvo la mayoría absoluta, 98 de los 165 escaños, aunque pierde la mayoría cualificada de 2/3, que mantenía desde el 2005. Por su parte, la oposición, agrupada bajo la coalición Mesa de la Unidad Democrática, obtuvo 33 diputados menos que el chavismo, aunque la diferencia en votos entre ambas fuerzas fue inferior al 1%. También destaca el bloque independiente de Patria Para Todos que obtuvo dos diputados y cuya importancia recae en que ese partido podría apoyar o evitar la aprobación de leyes habilitantes que requieran de las 3/5 partes de la Asamblea, es decir, la mayoría absoluta de 99 diputados; en 2012 este partido se unió a Mesa de la Unidad, pero debido a una sentencia del TSJ la dirección del partido quedó a cargo de Rafael Uzcátegui quien decidió apoyar a Hugo Chávez en la elección presidencial de 2012; sin embargo los dos diputados obtenidos se unieron a las filas de la oposición. Añadiendo así a la Mesa de la Unidad un total de 67 diputados.
Los nuevos diputados asumieron sus cargos el 5 de enero de 2011, y permanecerán en ellos hasta el 5 de enero de 2016, a menos que sean reelectos entonces.

## Diputados a elegir por Entidad Federal
| Entidad Federal                     | Población  | Electores  | Diputados Nominal | Diputados Lista | Total Diputados a elegir |
| ----------------------------------- | ---------- | ---------- | ----------------- | --------------- | ------------------------ |
| Amazonas                            | 152.437    | 87.894     | 1                 | 2               | 3                        |
| Anzoátegui                          | 1.573.621  | 939.516    | 6                 | 2               | 8                        |
| Apure                               | 508.320    | 280.102    | 3                 | 2               | 5                        |
| Aragua                              | 1.745.031  | 1.090.570  | 6                 | 2               | 8                        |
| Barinas                             | 810.867    | 478.366    | 4                 | 2               | 6                        |
| Bolívar                             | 1.639.448  | 869.157    | 6                 | 2               | 8                        |
| Carabobo                            | 2.335.867  | 1.399.676  | 7                 | 3               | 10                       |
| Cojedes                             | 319.036    | 204.339    | 2                 | 2               | 4                        |
| Delta Amacuro                       | 163.872    | 105.860    | 2                 | 2               | 4                        |
| Distrito Capital                    | 2.100.977  | 1.546.013  | 7                 | 3               | 10                       |
| Falcón                              | 954.571    | 585.346    | 4                 | 2               | 6                        |
| Guárico                             | 786.323    | 454.818    | 3                 | 2               | 5                        |
| Lara                                | 1.896.420  | 1.119.283  | 7                 | 2               | 9                        |
| Mérida                              | 891.023    | 541.402    | 4                 | 2               | 6                        |
| Miranda                             | 3.010.511  | 1.838.590  | 9                 | 3               | 12                       |
| Monagas                             | 916.657    | 538.657    | 4                 | 2               | 6                        |
| Nueva Esparta                       | 465.389    | 301.629    | 2                 | 2               | 4                        |
| Portuguesa                          | 922.297    | 522.621    | 4                 | 2               | 6                        |
| Sucre                               | 959.682    | 587.470    | 4                 | 2               | 6                        |
| Táchira                             | 1.244.427  | 747.414    | 5                 | 2               | 7                        |
| Trujillo                            | 751.630    | 458.856    | 3                 | 2               | 5                        |
| Vargas                              | 342.353    | 251.030    | 2                 | 2               | 4                        |
| Yaracuy                             | 633.129    | 376.677    | 3                 | 2               | 5                        |
| Zulia                               | 3.825.601  | 2.193.679  | 12                | 3               | 15                       |
| Representación indígena             | -          | -          | 3                 | -               | 3                        |
| Venezuela                           | 28.949.489 | 17.518.965 | 113               | 52              | 165                      |
| Embajadas y consulados              | -          | 57.010     | -                 | -               | -                        |
| Parlatino                           | 28.949.489 | 17.575.975 | -                 | 11              | 11                       |
| Representante Indígena al Parlatino | 28.949.489 | 17.575.975 | 1                 | -               | 1                        |
| Total Parlatino                     | 28.949.489 | 17.518.965 | 1                 | 11              | 12                       |

### Elecciones primarias del PSUV
El Partido Socialista Unido de Venezuela (PSUV) que lidera el Presidente Hugo Chávez anunció en febrero de 2010 que sometería a votación los 100 candidatos nominales en elecciones primarias, universales, directas y secretas, en los 87 circuitos electorales (100%) el 2 de mayo de 2010, a las que se presentaron 3527 candidatos, y proceso que contó con el apoyo técnico del CNE, el cual distribuyó 13 mil 367 mesas de votación en 3 mil 821 centros electorales del país.[cita requerida]
Los restantes 65 diputados por lista fueron anunciados posteriormente por el PSUV. Estos candidatos no fueron escogidos en elecciones primarias sino por consenso de la Dirección Nacional del partido.[cita requerida]

### Elecciones primarias de la MUD
La Mesa de la Unidad Democrática (MUD), organización que agrupa a la mayoría de los partidos opositores venezolanos, anunció el 22 de abril de 2010 haber aprobado por acuerdo el 87% de sus candidatos, mientras que el 13% restante se escogieron en elecciones primarias que contaron con el apoyo del CNE y fueron celebradas el domingo 25 de abril de 2010 en 8 estados del país.

## Encuestas nacionales
| Encuestadora       | Fuente | Fecha de publicación | PSUV | MUD  | Indecisos/Otros |
| ------------------ | --- | -------------------- | ---- | ---- | --------------- |
| GIS XXI            | | marzo de 2010        | 32,0 | 22,0 | 36,0            |
| GIS XXI            | | mayo de 2010         | 36,0 | 23,0 | 33,0            |
| GIS XXI            | | junio de 2010        | 44,0 | 20,0 | -               |
| Hinterlaces        | Hinterlaces El Universal                                                                                           | julio de 2010        | 27,0 | 28,0 | 23,0            |
| GIS XXI            | | agosto de 2010       | 50,0 | 44,0 | N/D             |
| Keller & Asociados | El Universal | agosto de 2010       | 32,0 | 46,0 | N/D             |
| Hinterlaces        | Últimas Noticias (enlace roto disponible en Internet Archive; véase el historial, la primera versión y la última). | agosto de 2010       | 37,0 | 41,0 | 17,0            |
| Keller & Asociados | El Universal | septiembre de 2010   | 30,0 | 33,0 | 37,0            |
| GIS XXI            | Telesur | septiembre de 2010   | 52,6 | 47,4 | N/D             |
| Datanálisis        | ABC.es | septiembre de 2010   | 52,0 | 48,0 | N/D             |
| IVAD               | Unión Radio Descifrado                                                                                             | septiembre de 2010   | 54,3 | 45,7 | N/D             |

## Incidentes

### Inhabilitación de observadores chilenos por el CNE
El 13 de julio, el Congreso Nacional de Chile acordó que enviaría senadores "para verificar que no haya fraude en esa elección", según el legislador chileno Patricio Walker, en relación con las elecciones parlamentarias del 26 de septiembre en Venezuela. Según lo tratado por el Congreso chileno, era cuestionable la posición común de la Asamblea Nacional y el Consejo Nacional Electoral (CNE) con el presidente Chávez, en relación con la separación de poderes y garantías electorales.
El Consejo Nacional Electoral (CNE) de Venezuela expresó en rechazo “toda ofensa a la soberanía nacional y al pueblo venezolano” e hizo "un llamado a las instituciones del Estado chileno al cese de su actitud irrespetuosa contra nuestro país", tras el comunicado de la cancillería de Chile que cuestionó los acuerdos adoptados por la Asamblea Nacional y el CNE.
El 16 de julio, el CNE inhabilitó para participar como observadores en las elecciones parlamentarias a los senadores chilenos. Estos a su vez afirmaron que irían a Venezuela a pesar de la decisión del CNE. El presidente Hugo Chávez enfatizó que no los dejarían entrar al país, a lo que se refirió diciendo, "Aquí no van a entrar. ¿Qué creen ellos? ¿Que este país es qué? (…) Esas son las burguesías, son los mismos que apoyaron el golpe contra Allende (…) Ellos creen que están todavía en los años sesenta, setenta. Ponen el ridículo".

### Participación del presidente Chávez en campaña electoral
El 22 de septiembre de 2010, el presidente Chávez encabezó una caravana donde realizó declaraciones en contra de la oposición y sus candidatos, participando en política, después de que el CNE autorizara tanto al presidente como a gobernadores y alcaldes a participar. Chávez dijo que era necesario que la "Asamblea Nacional continúe siendo roja rojita" y agregó que los candidatos oficialistas del PSUV debían "demoler" y "volverla polvo" el 26 de septiembre, en relación con la oposición.

"Esto sólo es un aviso de lo que le vamos a hacer el domingo a los escuálidos. Los vamos a demoler para continuar teniendo una Asamblea Nacional revolucionaria roja rojita (...) ¡Fuera los escuálidos de la Asamblea! (...) Vamos a volver polvo a los escuálidos, les vamos a enseñar de nuevo la fuerza de la revolución bolivariana" (...) Por ahí andan diciendo algunos escuálidos que ya vamos a hacer fraude, ese es el viejo cuento de ellos, y andan amenazando con que no van a reconocer los resultados y que van a guarimbear (...) Nosotros ganaremos y defenderemos el triunfo del pueblo en la calle (...) En diciembre de 2012 el pueblo venezolano va a elegir de nuevo presidente de la República y yo estoy listo para seguir con ustedes, construyendo la patria bonita, la patria buena, la patria feliz que le dejaremos a nuestros hijos".
Hugo Chávez. el 22 de septiembre de 2010

### Allanamiento de oficinas de Voto Joven
En la madrugada del día de las elecciones, efectivos del Plan República allanaron un centro de denuncias de Voto Joven que había sido instalado en la Universidad Simón Bolívar, ingresando con armas largas y llevándose tres computadoras sin una orden de allanamiento, violando además la autonomía universitaria.

## Resultados
El 27 de septiembre a las 2:00 AM hora de Venezuela, la presidenta del Consejo Nacional Electoral (CNE), Tibisay Lucena, presentó la configuración de la nueva Asamblea Nacional. Lucena dio los resultados Estado por Estado pero no suministró cifras totales a nivel nacional, ni de los votantes por partido, ni del porcentaje de la población que suponían, ni del total de diputados de cada fuerza en la Asamblea Nacional. Sin embargo, luego, a través del portal web del ente comicial se publicaron los resultados detallados a nivel nacional, regional, por entidad federal, y a nivel de las circunscripciones electorales. 
A continuación se presentan los resultados por voto lista detallados por entidad federal.
| Voto Lista por Entidad Federal | Voto Lista por Entidad Federal | Voto Lista por Entidad Federal | Voto Lista por Entidad Federal | Voto Lista por Entidad Federal | Voto Lista por Entidad Federal | Voto Lista por Entidad Federal | Voto Lista por Entidad Federal | Voto Lista por Entidad Federal | Voto Lista por Entidad Federal |
| Entidad Federal                | PSUV + aliados                 | %                              | Dip.                           | MUD + aliados                  | %                              | Dip.                           | PPT + aliados                  | %                              | Dip.                           |
| ------------------------------ | ------------------------------ | ------------------------------ | ------------------------------ | ------------------------------ | ------------------------------ | ------------------------------ | ------------------------------ | ------------------------------ | ------------------------------ |
| Amazonas                       | 23,934                         | 42.02%                         | 1                              | 8,071                          | 14.17%                         | 0                              | 23,699                         | 41.61%                         | 1                              |
| Anzoátegui                     | 277,945                        | 44.93%                         | 1                              | 323,136                        | 52.24%                         | 1                              | 5,322                          | 0.86%                          | 0                              |
| Apure                          | 93,962                         | 60.14%                         | 1                              | 57,643                         | 36.89%                         | 1                              | 2,563                          | 1.64%                          | 0                              |
| Aragua                         | 354,638                        | 50.27%                         | 1                              | 328,165                        | 46.52%                         | 1                              | 5,99                           | 0.84%                          | 0                              |
| Barinas                        | 171,587                        | 56.36%                         | 1                              | 128,388                        | 42.17%                         | 1                              | 2,739                          | 0.89%                          | 0                              |
| Bolívar                        | 256,935                        | 50.31%                         | 1                              | 243,591                        | 47.69%                         | 1                              | 4,759                          | 0.93%                          | 0                              |
| Carabobo                       | 385,442                        | 43.04%                         | 1                              | 480,524                        | 53.66%                         | 2                              | 6,676                          | 0.74%                          | 0                              |
| Cojedes                        | 80,837                         | 63.89%                         | 1                              | 41,207                         | 32.57%                         | 1                              | 1,086                          | 0.85%                          | 0                              |
| Delta Amacuro                  | 43,657                         | 68.70%                         | 2                              | 15,983                         | 25.15%                         | 0                              | 568                            | 0.89%                          | 0                              |
| Distrito Capital               | 484,103                        | 47.73%                         | 1                              | 484,844                        | 47.80%                         | 2                              | 11,313                         | 1.11%                          | 0                              |
| Falcón                         | 189,078                        | 52.21%                         | 1                              | 167,476                        | 46.25%                         | 1                              | 3,561                          | 0.98%                          | 0                              |
| Guárico                        | 164,281                        | 58.27%                         | 1                              | 82,372                         | 29.21%                         | 1                              | 32,407                         | 11.49%                         | 0                              |
| Lara                           | 296,339                        | 40.77%                         | 1                              | 218,846                        | 30.11%                         | 1                              | 206,664                        | 28.43%                         | 0                              |
| Mérida                         | 178,638                        | 48.70%                         | 1                              | 183,563                        | 50.04%                         | 1                              | 2,851                          | 0.77%                          | 0                              |
| Miranda                        | 501,468                        | 41.44%                         | 1                              | 691,118                        | 57.12%                         | 2                              | 7,026                          | 0.58%                          | 0                              |
| Monagas                        | 193,585                        | 58.68%                         | 1                              | 116,75                         | 35.39%                         | 1                              | 1,975                          | 0.59%                          | 0                              |
| Nueva Esparta                  | 78,044                         | 40.87%                         | 1                              | 110,596                        | 57.92%                         | 1                              | 1,334                          | 0.69%                          | 0                              |
| Portuguesa                     | 205,04                         | 63.05%                         | 1                              | 104,783                        | 32.22%                         | 1                              | 7,1                            | 2.18%                          | 0                              |
| Sucre                          | 167,876                        | 51.26%                         | 1                              | 155,606                        | 47.51%                         | 1                              | 2,496                          | 0.76%                          | 0                              |
| Táchira                        | 216,291                        | 42.09%                         | 1                              | 290,083                        | 56.45%                         | 1                              | 1,671                          | 0.32%                          | 0                              |
| Trujillo                       | 175,116                        | 62.69%                         | 1                              | 98,538                         | 35.27%                         | 1                              | 2,809                          | 1.00%                          | 0                              |
| Vargas                         | 84,241                         | 54.82%                         | 1                              | 66,553                         | 43.31%                         | 1                              | 1,291                          | 0.84%                          | 0                              |
| Yaracuy                        | 131,982                        | 54.56%                         | 1                              | 97,725                         | 40.39%                         | 1                              | 11,129                         | 4.60%                          | 0                              |
| Zulia                          | 668,305                        | 44.42%                         | 1                              | 824,803                        | 54.82%                         | 2                              | 695                            | 0.46%                          | 0                              |
| Venezuela                      | 5,218,284                      | 47.02%                         | 25                             | 5,203,614                      | 46.89%                         | 26                             | 333,939                        | 3.01%                          | 1                              |
| Occidente                      | 1,007,513                      | 47.52%                         | 0                              | 1,063,904                      | 50.18%                         | 1                              | -                              | -                              | -                              |
| Sur                            | 119,27                         | 57.28%                         | 1                              | 48,588                         | 23.33%                         | 0                              | -                              | -                              | -                              |
| Oriente                        | 852,689                        | 47.10%                         | 1                              | 685,838                        | 37.88%                         | 0                              | -                              | -                              | -                              |
| Representación Indígena        | 1,860,202                      | 44.95%                         | 2                              | 1,798,330                      | 43.45%                         | 1                              | -                              | -                              | -                              |
| Parlatino                      | 5,268,939                      | 46.71%                         | 6                              | 5,077,043                      | 45.01%                         | 5                              | 317,888                        | 2.81%                          | 0                              |
| Parlatino (Indígena)           | 4,781,671                      | 44.81%                         | 1                              | 2,827,239                      | 26.12%                         | 0                              | -                              | -                              | -                              |

A continuación se presentan los resultados por voto nominal detallados por partido político.
| Voto Nominal por Partido Político                                                     | Voto Nominal por Partido Político | Voto Nominal por Partido Político | Voto Nominal por Partido Político |
| Partido político                                                                      | Partido político                  | Votos                             | %                                 |
| ------------------------------------------------------------------------------------- | --------------------------------- | --------------------------------- | --------------------------------- |
| Partido Socialista Unido de Venezuela                                                 | PSUV                              | 7,521,277                         | 45.8%                             |
| Primero Justicia                                                                      | M.P.J.                            | 1,562,962                         | 9.5%                              |
| Acción Democrática                                                                    | AD                                | 1,321,830                         | 8.0%                              |
| Un Nuevo Tiempo                                                                       | U.N.T.C.                          | 1,143,317                         | 7.0%                              |
| Comité de Organización Política Electoral Independiente                               | COPEI                             | 723,579                           | 4.4%                              |
| Patria Para Todos                                                                     | PPT                               | 677,472                           | 4.1%                              |
| Proyecto Venezuela                                                                    | PRVZL                             | 572,753                           | 3.5%                              |
| Por la Democracia Social                                                              | PODEMOS                           | 477,747                           | 2.9%                              |
| Movimiento de Integridad Nacional-Unidad                                              | MIN-UNIDAD                        | 314,564                           | 1.9%                              |
| La Causa Radical                                                                      | LCR                               | 203,740                           | 1.2%                              |
| Partido Comunista de Venezuela                                                        | P.C.V.                            | 193,804                           | 1.2%                              |
| Tendencias Unificadas Para Alcanzar el Movimiento de Acción Revolucionaria Organizada | TUPAMARO                          | 148,479                           | 0.9%                              |
| Alianza Bravo Pueblo                                                                  | A.B.P.                            | 132,223                           | 0.8%                              |
| Cuentas Claras                                                                        | CC                                | 100,261                           | 0.6%                              |
| Bandera Roja                                                                          | BR                                | 82,790                            | 0.5%                              |
| Movimiento Republicano                                                                | M.R.                              | 68,002                            | 0.4%                              |
| Movimiento al Socialismo                                                              | MAS                               | 67,357                            | 0.4%                              |
| Proyecto Carabobo                                                                     | PROCA                             | 66,917                            | 0.4%                              |
| Unidos para Venezuela                                                                 | UNPARVE                           | 62,645                            | 0.4%                              |
| Gente Emergente                                                                       | GE                                | 60,749                            | 0.4%                              |
| Unidad Democrática                                                                    | UDEMO                             | 54,876                            | 0.3%                              |
| Convergencia                                                                          | CONVERGENCIA                      | 46,762                            | 0.3%                              |
| Solidaridad Independiente                                                             | SI                                | 44,282                            | 0.3%                              |
| Opinión Nacional                                                                      | OPINA                             | 42,633                            | 0.3%                              |
| Movimiento Electoral del Pueblo                                                       | MEP                               | 40,039                            | 0.2%                              |
| Unión Republicana Democrática                                                         | U.R.D.                            | 37,079                            | 0.2%                              |
| Vanguardia Popular                                                                    | VP                                | 28,624                            | 0.2%                              |
| Fuerza Liberal                                                                        | F.L.                              | 27,535                            | 0.2%                              |
| Unión Popular Venezolana                                                              | U.P.V.                            | 24,900                            | 0.2%                              |
| Movimiento Ecológico de Venezuela                                                     | MOVEV                             | 23,776                            | 0.1%                              |
| Frente Unido al Trabajo Social                                                        | FRUTOS                            | 21,923                            | 0.1%                              |
| Democracia Renovadora                                                                 | DR                                | 18,626                            | 0.1%                              |
| Organización Fuerza en Movimiento                                                     | OFM                               | 17,959                            | 0.1%                              |
| Movimiento Bastión Revolucionario 200 4-Fases                                         | MOBARE 200-4F                     | 17,927                            | 0.1%                              |
| Electores de Bolívar                                                                  | ELECT. DE B.                      | 16,297                            | 0.1%                              |
| Un solo Pueblo                                                                        | U.S.P.                            | 16,063                            | 0.1%                              |
| Movimiento Alternativo Buscando Soluciones                                            | MABS                              | 15,623                            | 0.1%                              |
| Por un Mejor Vivir                                                                    | PMV                               | 15,098                            | 0.1%                              |
| Unidos por el estado Monagas                                                          | U.P.E.M.                          | 15,085                            | 0.1%                              |
| Demócratas Aliados de Libre Expresión                                                 | DALE                              | 14,912                            | 0.1%                              |
| Partido Auténtico Nacional                                                            | PANA                              | 14,556                            | 0.1%                              |
| Electores Libres                                                                      | EL                                | 14,298                            | 0.1%                              |
| Confederación Democrática                                                             | CONDE                             | 14,212                            | 0.1%                              |
| Voluntad                                                                              | VOLUNTAD                          | 14,176                            | 0.1%                              |
| Movimiento Laborista                                                                  | ML                                | 14,043                            | 0.1%                              |
| Redes de Respuestas de Cambios Comunitarios                                           | REDES                             | 12,713                            | 0.1%                              |
| Partido Socialista Organizado en Venezuela                                            | PSOEV                             | 12065                             | 0.000734253                       |
| Poder Laboral                                                                         | P.L.                              | 12036                             | 0.000732488                       |
| Venezuela de Primera                                                                  | VDP                               | 11976                             | 0.000728837                       |
| Gerencia, Organización y Operatividad de Visión Avanzada                              | GOYOVA                            | 11352                             | 0.000690861                       |
| Juventud Unida en Acción Nacional con Bimba                                           | JUAN BIMBA                        | 10737                             | 0.000653434                       |
| Movimiento Conciencia de País                                                         | MCP                               | 10674                             | 0.0006496                         |
| Piensa en Democracia                                                                  | PIEDRA                            | 10421                             | 0.000634203                       |
| Unión Nacional Independiente de Organizaciones Sociales                               | UNIDOS                            | 8425                              | 0.00051273                        |
| Alianza Social Independiente de Sucre                                                 | ASIS                              | 7984                              | 0.000485891                       |
| Unidos por los Derechos Humanos                                                       | UDH                               | 7677                              | 0.000467208                       |
| Solidaridad                                                                           | SOLIDARIDAD                       | 7668                              | 0.00046666                        |
| Independientes por la Comunidad Nacional                                              | IPCN                              | 7508                              | 0.000456923                       |
| Por mi Pueblo                                                                         | PORP                              | 6894                              | 0.000419556                       |
| Visión Venezuela                                                                      | VIVZLA                            | 6826                              | 0.000415418                       |
| Justicia, Rectitud, Lealtad                                                           | JRL                               | 6524                              | 0.000397038                       |
| Movimiento Nacional La Base Decide                                                    | MNBD                              | 6115                              | 0.000372147                       |
| Plataforma de Encuentro Social                                                        | LA PLATAFORMA                     | 6102                              | 0.000371356                       |
| Partido Político Actividad Vecinal                                                    | ACTIVE                            | 6099                              | 0.000371174                       |
| Nuevo Orden                                                                           | NOS                               | 5631                              | 0.000342692                       |
| Fuerza Ciudadana                                                                      | FC                                | 5417                              | 0.000329668                       |
| Dignidad Patriótica                                                                   | DP                                | 5128                              | 0.00031208                        |
| Movimiento Vecinal Comunitario                                                        | MVC                               | 4291                              | 0.000261142                       |
| Renovación Organizada Grupo Emergente                                                 | ROGE                              | 4228                              | 0.000257308                       |
| Dignidad Social Monaguense                                                            | DSM                               | 3965                              | 0.000241302                       |
| Nuevo Pacto                                                                           | NP                                | 3865                              | 0.000235217                       |
| Movimiento 100                                                                        | M-100                             | 3511                              | 0.000213673                       |
| Partido Revolucionario Socialista de Venezuela                                        | PRSV                              | 3430                              | 0.000208743                       |
| Movimiento de Inclusión sin Exclusión                                                 | MINSIEX                           | 3387                              | 0.000206126                       |
| Voluntariados por Lara                                                                | VOLAR                             | 3301                              | 0.000200893                       |
| Caroni Decide                                                                         | CADECIDE                          | 3275                              | 0.00019931                        |
| Fuerza de la Gente                                                                    | FG                                | 3035                              | 0.000184704                       |
| Organizados para Gobernar Gente Nueva                                                 | OPG                               | 2845                              | 0.000173141                       |
| Consenso en la Zona                                                                   | CONENZO                           | 2597                              | 0.000158049                       |
| Urgencia Solidaria de Transformación Estadal Democrática                              | USTED                             | 2465                              | 0.000150015                       |
| Movimiento Comunitario Voluntad Vecinal                                               | MCVV                              | 2271                              | 0.000138209                       |
| Luz de Anzoátegui                                                                     | LUZ DE ANZ.                       | 2190                              | 0.000133279                       |
| Movimiento Regional de Avanzada                                                       | MRA                               | 2187                              | 0.000133097                       |
| Carabobo Militancia Nacional                                                          | CAMINA                            | 2108                              | 0.000128289                       |
| Movimiento Ciudadano Unidos por la Democracia                                         | MCUD                              | 2107                              | 0.000128228                       |
| Siempre Contigo Carabobo                                                              | SCC                               | 2039                              | 0.00012409                        |
| Movimiento Pro Defensa de la Comunidad                                                | PROCOMUNIDAD                      | 1862                              | 0.000113318                       |
| Progreso Unidad para Anzoátegui                                                       | PROGUAN                           | 1823                              | 0.000110944                       |
| Seguimos hacia Carabobo                                                               | SEGUIMOS                          | 1708                              | 0.000103946                       |
| Nuestra Esperanza en Lara                                                             | NUESENLA                          | 1706                              | 0.000103824                       |
| Puro Limón                                                                            | PL                                | 1654                              | 0.000100659                       |
| Movimiento Unido Electoral Varguense Tu Esperanza                                     | MUEVTE                            | 1640                              | 9.98073E-05                       |
| Varias Tarjetas Válidas                                                               | VAR. TAR. VAL.                    | 1521                              | 9.25652E-05                       |
| Proyecto Alfa                                                                         | PROALFA                           | 1501                              | 9.1348E-05                        |
| Alianza de Unidad Regional                                                            | AUR                               | 1485                              | 9.03743E-05                       |
| Movimiento Popular Camino Nuevo                                                       | MPCN                              | 1467                              | 8.92789E-05                       |
| Por Amor a los Pueblos                                                                | PAP                               | 1418                              | 8.62968E-05                       |
| Somos Miranda                                                                         | SOMI                              | 1321                              | 8.03936E-05                       |
| Comité de Bases Organizadas Independientes de Silva                                   | COMBORIS                          | 1316                              | 8.00893E-05                       |
| Tiempo Social Nacionalista                                                            | TISON                             | 1315                              | 8.00284E-05                       |
| Una Venezuela Activa Libre                                                            | UVAL                              | 1259                              | 7.66204E-05                       |
| Renovación en Democracia Nacimiento Alternativo                                       | RENA                              | 1232                              | 7.49772E-05                       |
| Pueblo en la Calle                                                                    | PLC                               | 1186                              | 7.21777E-05                       |
| Venezuela con Otra Visión                                                             | VOV                               | 1179                              | 7.17517E-05                       |
| Progreso en Marcha                                                                    | PEM                               | 1171                              | 7.12649E-05                       |
| Claridad Ciudadana                                                                    | CLARIDAD                          | 1166                              | 7.09606E-05                       |
| Movimiento Popular                                                                    | MP                                | 1158                              | 7.04737E-05                       |
| Movimiento Independiente por Maracaibo                                                | M.I.P.M.                          | 1132                              | 6.88914E-05                       |
| Abriendo Brecha por Anzoátegui                                                        | ABRA                              | 1119                              | 6.81002E-05                       |
| Yacimiento Indigenista Venezolano Independiente                                       | YIVI                              | 1102                              | 6.70657E-05                       |
| Fuerza con Cati                                                                       | FCC                               | 1102                              | 6.70657E-05                       |
| Pueblo Luchador                                                                       | PLCH                              | 1065                              | 6.48139E-05                       |
| Diálogo                                                                               | DIALOGO                           | 1052                              | 6.40227E-05                       |
| Movimiento Independiente por el Zulia                                                 | MIPZ                              | 1041                              | 6.33533E-05                       |
| Partido de Trabajadores                                                               | PTA                               | 1020                              | 6.20753E-05                       |
| Constructores de Guayana                                                              | CDG                               | 993                               | 6.04321E-05                       |
| Cambio Histórico Ético de Opinión                                                     | CHEO                              | 966                               | 5.87889E-05                       |
| Puerto Cabello Primero                                                                | PCP                               | 929                               | 5.65372E-05                       |
| Electores de Voluntad Independiente Venezolano                                        | ELVIVE                            | 912                               | 5.55026E-05                       |
| Movimiento Comunidades Organizadas                                                    | MCO                               | 874                               | 5.319E-05                         |
| Partido Popular por una Caracas de Primera                                            | PPCP                              | 853                               | 5.1912E-05                        |
| Movimiento Pluriétnico Intercultural de Venezuela                                     | MOPIVENE                          | 852                               | 5.18511E-05                       |
| Partido Democracia Nacional                                                           | PDN                               | 850                               | 5.17294E-05                       |
| Causa Social                                                                          | CS                                | 849                               | 5.16685E-05                       |
| Consenso Histórico Electoral Independiente Que Educa                                  | CHELIQUE                          | 839                               | 5.106E-05                         |
| Alternativa Revolucionaria Para Avanzar al Socialismo                                 | AREPAS XXI                        | 778                               | 4.73476E-05                       |
| Grupo Electoral Regional Amazonense Dispuestos a Vencer Unidos                        | GERADIVU                          | 747                               | 4.5461E-05                        |
| Movimiento Emergente Regional Independiente                                           | MERI                              | 742                               | 4.51567E-05                       |
| Venezuela Alternativa                                                                 | VENEZUELA ALTERNATIVA             | 740                               | 4.5035E-05                        |
| Unidad Socialista de Izquierda                                                        | USI                               | 729                               | 4.43656E-05                       |
| Movimiento Independiente Alcantarense                                                 | MIA                               | 638                               | 3.88275E-05                       |
| Rumbo Seguro                                                                          | RUMBO SEGURO                      | 637                               | 3.87666E-05                       |
| Revolucionario Independiente Organizado Social                                        | RIOS                              | 596                               | 3.62714E-05                       |
| Movimiento Revolucionario Barineses por Venezuela                                     | MRBXV                             | 556                               | 3.38371E-05                       |
| Partido Independiente Organizado                                                      | PIO                               | 478                               | 2.90902E-05                       |
| Ciudadanos a la Reconstrucción Vamos                                                  | CIAREVA                           | 458                               | 2.7873E-05                        |
| Amigos por Venezuela                                                                  | AMIGOS POR VZLA                   | 457                               | 2.78122E-05                       |
| Movimiento Independiente Renovador 200                                                | M.I.R.-200                        | 432                               | 2.62907E-05                       |
| Alianza Eficaz                                                                        | ALEF                              | 417                               | 2.53778E-05                       |
| Movimiento por la Democracia Directa                                                  | M.D.D.                            | 391                               | 2.37955E-05                       |
| Socialismo en Marcha                                                                  | SEM                               | 373                               | 2.27001E-05                       |
| Sobre Ruedas por Cojedes                                                              | SRC                               | 371                               | 2.25784E-05                       |
| Fuerza Demócrata de Venezuela                                                         | F.D.V.                            | 346                               | 2.10569E-05                       |
| Unión Patriótica Guariqueña                                                           | UPAG                              | 340                               | 2.06918E-05                       |
| La Red del Pueblo                                                                     | LRP                               | 312                               | 1.89877E-05                       |
| Nueva Generación Insular                                                              | N.G.I.                            | 298                               | 1.81357E-05                       |
| La Hora del Pueblo                                                                    | LHDP                              | 296                               | 1.8014E-05                        |
| Unidad Patriótica Comunitaria                                                         | UPC                               | 280                               | 1.70403E-05                       |
| Fuerza Brava                                                                          | FB                                | 277                               | 1.68577E-05                       |
| Por un Mariño Mejor                                                                   | PUMM                              | 271                               | 1.64926E-05                       |
| Sexta República                                                                       | SR                                | 214                               | 1.30236E-05                       |
| Independiente                                                                         | IP                                | 213                               | 1.29628E-05                       |
| Movimiento Progresista                                                                | MOVPRO                            | 210                               | 1.27802E-05                       |
| Por Vargas de Verdad                                                                  | POR VARGAS DE VERD                | 203                               | 1.23542E-05                       |
| Todos Unidos por Amazonas                                                             | TUPAZ                             | 201                               | 1.22325E-05                       |
| Vamos Adelante                                                                        | VA PA´LANTE                       | 196                               | 1.19282E-05                       |
| Vargas Solidaria                                                                      | VS                                | 195                               | 1.18673E-05                       |
| Guardianes de la Patria                                                               | GUARDIANES DE LA P                | 189                               | 1.15022E-05                       |
| Gentilicio de Vargas                                                                  | G.VARGAS                          | 175                               | 1.06502E-05                       |
| Movimiento Político de Participación Ciudadana                                        | MPPC                              | 153                               | 9.31129E-06                       |
| Juventud Activa                                                                       | JUAC                              | 129                               | 7.8507E-06                        |
| Rompamos Cadenas                                                                      | RC                                | 124                               | 7.54641E-06                       |
| Nuevo Día                                                                             | ND                                | 115                               | 6.99868E-06                       |
| Nueva Revolución                                                                      | NR                                | 109                               | 6.63354E-06                       |
| Acción Regional Social Voluntaria                                                     | ARSV                              | 100                               | 6.08581E-06                       |
| Independiente                                                                         | IP                                | 87                                | 5.29466E-06                       |
| Movimiento de Avanzada Regional Organizada en Amazonas                                | MAROA                             | 84                                | 5.11208E-06                       |
| Independiente                                                                         | IP                                | 77                                | 4.68608E-06                       |
| Amigos de Alianza Libertadora Independiente                                           | AALI                              | 77                                | 4.68608E-06                       |
| Grupo de Acción Radical Unidos por la Amistad                                         | GARUA                             | 71                                | 4.32093E-06                       |
| Patria y Democracia                                                                   | PYD                               | 61                                | 3.71235E-06                       |
| Movimiento de Concentración Gente Nueva                                               | MCGN                              | 58                                | 3.52977E-06                       |
| Independiente                                                                         | IP                                | 51                                | 3.10376E-06                       |
| Dignidad Independiente en Acción                                                      | D.I.A.                            | 22                                | 1.33888E-06                       |

### Diputados electos

Gran Polo Patriótico:
Partido Comunista de Venezuela: 1
Partido Socialista Unido de Venezuela: 96
Conive: 1
Fundacidi: 1
Podemos: 3Patria Para Todos:
Patria Para Todos: 2Mesa de la Unidad Democrática:
Gente Emergente: 1
La Causa Radical: 3
Acción Democrática: 14
Alianza Bravo Pueblo: 1
Miazulia: 1
Un Nuevo Tiempo: 16
Voluntad Popular: 1
Primero Justicia: 6
DALE: 1
Convergencia: 1
Proyecto Venezuela: 3
Cuentas Claras: 1
Copei: 10
Independiente: 3

| Diputados Electos (Composición Original de la Asamblea Nacional) | Diputados Electos (Composición Original de la Asamblea Nacional) | Diputados Electos (Composición Original de la Asamblea Nacional) | Diputados Electos (Composición Original de la Asamblea Nacional) |
| Diputado                                                         | Partido                                                          | Circunscripción electoral                                        | Votos (sólo nominales)                                           |
| ---------------------------------------------------------------- | ---------------------------------------------------------------- | ---------------------------------------------------------------- | ---------------------------------------------------------------- |
| Bloque oficialista                                               |                                                                  |                                                                  |                                                                  |
| César Sanguinetti                                                | PSUV                                                             | Amazonas                                                         | Lista                                                            |
| Earle HerreraR                                                   | PSUV                                                             | Estado Anzoátegui                                                | Lista                                                            |
| Cristóbal JiménezR                                               | PSUV                                                             | Apure                                                            | Lista                                                            |
| Orlando Zambrano                                                 | PSUV                                                             | Apure-1                                                          | 33.034                                                           |
| Juan García                                                      | PSUV                                                             | Apure-2                                                          | 33.208                                                           |
| Jhonny Salguero                                                  | PSUV                                                             | Apure-3                                                          | 30.473                                                           |
| María León                                                       | PSUV                                                             | Aragua                                                           | Lista                                                            |
| Rosa León                                                        | PSUV                                                             | Aragua-2                                                         | 95.260                                                           |
| José Hernández                                                   | PSUV                                                             | Aragua-2                                                         | 94.209                                                           |
| Carlos Escarrá†R                                                 | PSUV                                                             | Aragua-3                                                         | 66.555                                                           |
| Elvis Amoroso                                                    | PSUV                                                             | Aragua-4                                                         | 75.540                                                           |
| Giovanny Peña                                                    | PSUV                                                             | Barinas                                                          | Lista                                                            |
| Jesús Graterol                                                   | PSUV                                                             | Barinas-1                                                        | 115.632                                                          |
| Eduardo Lima                                                     | PSUV                                                             | Barinas-1                                                        | 115.025                                                          |
| Zulay Martínez                                                   | PSUV                                                             | Barinas-2                                                        | 59.544                                                           |
| Maigualida Santana                                               | PSUV                                                             | Barinas-2                                                        | 59.260                                                           |
| Victoria Mata                                                    | PSUV                                                             | Bolívar                                                          | Lista                                                            |
| Gil BarriosR                                                     | PSUV                                                             | Bolívar-1                                                        | 78.721                                                           |
| Tito Oviedo                                                      | PSUV                                                             | Bolívar-1                                                        | 78.270                                                           |
| Richard Sosa                                                     | PSUV                                                             | Bolívar-2                                                        | 134.057                                                          |
| Nancy Ascencio                                                   | PSUV                                                             | Bolívar-2                                                        | 133.916                                                          |
| Sol Velásquez                                                    | PSUV                                                             | Bolívar-2                                                        | 133.434                                                          |
| Francisco AmeliachR                                              | PSUV                                                             | Carabobo                                                         | Lista                                                            |
| Miriam Pérez                                                     | PSUV                                                             | Carabobo-1                                                       | 78.841                                                           |
| Héctor Argüero                                                   | PSUV                                                             | Carabobo-4                                                       | 58.791                                                           |
| José Ávila                                                       | PSUV                                                             | Carabobo-5                                                       | 149.977                                                          |
| Saúl Ortega                                                      | PSUV                                                             | Carabobo-5                                                       | 149.812                                                          |
| Asdrúbal Colina                                                  | PSUV                                                             | Carabobo-5                                                       | 149.753                                                          |
| Erika Farías                                                     | PSUV                                                             | Cojedes                                                          | Lista                                                            |
| Loidy Herrera                                                    | PSUV                                                             | Cojedes-1                                                        | 36.763                                                           |
| Alejandro Villanueva                                             | PSUV                                                             | Cojedes-2                                                        | 41.455                                                           |
| Yelitza Santaella                                                | PSUV                                                             | Delta Amacuro                                                    | Lista                                                            |
| Henry HernándezR                                                 | PSUV                                                             | Delta Amacuro                                                    | Lista                                                            |
| Alfredo Rojas                                                    | PSUV                                                             | Delta Amacuro-1                                                  | 26.535                                                           |
| Loa Tamaronis                                                    | PSUV                                                             | Delta Amacuro-2                                                  | 20.804                                                           |
| Cilia FloresR                                                    | PSUV                                                             | Distrito Capital                                                 | Lista                                                            |
| Aristóbulo Istúriz                                               | PSUV                                                             | Distrito Capital-1                                               | 134.919                                                          |
| Freddy Bernal                                                    | PSUV                                                             | Distrito Capital-1                                               | 133.115                                                          |
| Robert Serra†                                                    | PSUV                                                             | Distrito Capital-2                                               | 71.339                                                           |
| Jesús Farías                                                     | PSUV                                                             | Distrito Capital-4                                               | 80.359                                                           |
| Darío VivasR                                                     | PSUV                                                             | Distrito Capital-5                                               | 138.531                                                          |
| Juan Carlos AlemánR                                              | PSUV                                                             | Distrito Capital-5                                               | 138.436                                                          |
| Fernando Soto                                                    | PSUV                                                             | Falcón                                                           | Lista                                                            |
| Andrés Eloy Méndez                                               | PSUV                                                             | Falcón-1                                                         | 39.417                                                           |
| Jesús Montilla                                                   | PSUV                                                             | Falcón-2                                                         | 58.308                                                           |
| Henry Ventura                                                    | PSUV                                                             | Falcón-4                                                         | 41.396                                                           |
| Jesús Cepeda                                                     | PSUV                                                             | Guárico-1                                                        | 78.820                                                           |
| Roger Cordero                                                    | PSUV                                                             | Guárico-2                                                        | 45.714                                                           |
| Alfredo Ureña                                                    | PSUV                                                             | Guárico-3                                                        | 39.026                                                           |
| Luis Reyes Reyes                                                 | PSUV                                                             | Lara                                                             | Lista                                                            |
| Alexander Torrealba                                              | PSUV                                                             | Lara-1                                                           | 130.197                                                          |
| Francisco Martínez                                               | PSUV                                                             | Lara-1                                                           | 130.115                                                          |
| Isabel Lameda                                                    | PSUV                                                             | Lara-1                                                           | 129.499                                                          |
| Alexander Dudamel                                                | PSUV                                                             | Lara-2                                                           | 115.658                                                          |
| Julio Chávez                                                     | PSUV                                                             | Lara-2                                                           | 114.630                                                          |
| Diógenes Andrade                                                 | PSUV                                                             | Mérida                                                           | Lista                                                            |
| Alexis Ramírez                                                   | PSUV                                                             | Mérida-1                                                         | 46.161                                                           |
| Ramón Lobo                                                       | PSUV                                                             | Mérida-2                                                         | 43.177                                                           |
| Guido Ochoa                                                      | PSUV                                                             | Mérida-3                                                         | 45.659                                                           |
| Héctor Navarro                                                   | PSUV                                                             | Miranda                                                          | Lista                                                            |
| Juan Soto                                                        | PSUV                                                             | Miranda-4                                                        | 106.839                                                          |
| Marleny Contreras                                                | PSUV                                                             | Miranda-4                                                        | 106.737                                                          |
| Modesto Ruiz                                                     | PSUV                                                             | Miranda-5                                                        | 52.592                                                           |
| Claudio Farías                                                   | PSUV                                                             | Miranda-6                                                        | 95.629                                                           |
| Elio Serrano                                                     | PSUV                                                             | Miranda-7                                                        | 54.980                                                           |
| Diosdado Cabello                                                 | PSUV                                                             | Monagas                                                          | Lista                                                            |
| María Aranguren                                                  | PSUV                                                             | Monagas-1                                                        | 120.708                                                          |
| Orangel López                                                    | PSUV                                                             | Monagas-1                                                        | 120.306                                                          |
| Nelson Rodríguez Parra                                           | PSUV                                                             | Monagas-1                                                        | 120.250                                                          |
| Jesús Domínguez                                                  | PSUV                                                             | Monagas-2                                                        | 70.101                                                           |
| William Fariñas                                                  | PSUV                                                             | Nueva Esparta                                                    | Lista                                                            |
| Blanca Eekhout                                                   | PSUV                                                             | Portuguesa                                                       | Lista                                                            |
| Silvio Mora                                                      | PSUV                                                             | Portuguesa-1                                                     | 65.241                                                           |
| Enzo Caballo Russo                                               | PSUV                                                             | Portuguesa-2                                                     | 43.371                                                           |
| Nelson Escobar                                                   | PSUV                                                             | Portuguesa-3                                                     | 54.068                                                           |
| César González                                                   | PSUV                                                             | Portuguesa-4                                                     | 42.714                                                           |
| Luis Acuña Cedeño                                                | PSUV                                                             | Sucre                                                            | Lista                                                            |
| Erick Mago                                                       | PSUV                                                             | Sucre-1                                                          | 54.432                                                           |
| Algencio Monasterio                                              | PSUV                                                             | Sucre-2                                                          | 38.088                                                           |
| Iris VarelaR                                                     | PSUV                                                             | Táchira                                                          | Lista                                                            |
| Ricardo SanguinoR                                                | PSUV                                                             | Táchira-3                                                        | 40.854                                                           |
| Manuel Briceño                                                   | PSUV                                                             | Trujillo                                                         | Lista                                                            |
| Christian Zerpa                                                  | PSUV                                                             | Trujillo-1                                                       | 61.582                                                           |
| José Morales                                                     | PSUV                                                             | Trujillo-2                                                       | 66.633                                                           |
| Hugbel Roa                                                       | PSUV                                                             | Trujillo-3                                                       | 47.119                                                           |
| Oswaldo Vera                                                     | PSUV                                                             | Vargas                                                           | Lista                                                            |
| Odalis Monzón                                                    | PSUV                                                             | Vargas-1                                                         | 84.456                                                           |
| Gladys Requena                                                   | PSUV                                                             | Vargas-1                                                         | 84.083                                                           |
| Braulio ÁlvarezR                                                 | PSUV                                                             | Yaracuy                                                          | Lista                                                            |
| Néstor León Heredia                                              | PSUV                                                             | Yaracuy-1                                                        | 46.985                                                           |
| Yorman Aular                                                     | PSUV                                                             | Yaracuy-2                                                        | 39.147                                                           |
| Carlos Gamarra                                                   | PSUV                                                             | Yaracuy-3                                                        | 45.933                                                           |
| Francisco Arias Cárdenas                                         | PSUV                                                             | Zulia                                                            | Lista                                                            |
| Jhony Bracho                                                     | PSUV                                                             | Zulia-2                                                          | 38.021                                                           |
| Sergio Fuenmayor                                                 | PSUV                                                             | Zulia-3                                                          | 65.588                                                           |
| Óscar Figuera                                                    | PCV                                                              | Guárico                                                          | Lista                                                            |
| José Luis González                                               | CONIVE                                                           | Indígena-Oriente                                                 | 852.689                                                          |
| Argelio Pérez                                                    | FUNDACIDI                                                        | Indígena-Sur                                                     | 119.270                                                          |
| Bloque Mesa de la Unidad Democrática                             |                                                                  |                                                                  |                                                                  |
| Hiram Gaviria                                                    | UNT                                                              | Aragua-1                                                         | 151.418                                                          |
| Stalin González                                                  | UNT                                                              | Distrito Capital                                                 | Lista                                                            |
| Carlos Ramos Rivas                                               | UNT                                                              | Mérida-3                                                         | 75.685                                                           |
| William Ojeda                                                    | UNT                                                              | Miranda                                                          | Lista                                                            |
| Alfonso Marquina                                                 | UNT                                                              | Miranda-1                                                        | 112.595                                                          |
| Orlando Ávila                                                    | UNT                                                              | Nueva Esparta-1                                                  | 46.700                                                           |
| Enrique Catalán                                                  | UNT                                                              | Trujillo                                                         | Lista                                                            |
| Omar Barboza                                                     | UNT                                                              | Zulia                                                            | Lista                                                            |
| Alfredo Osorio                                                   | UNT                                                              | Zulia                                                            | Lista                                                            |
| Juan Romero                                                      | UNT                                                              | Zulia-1                                                          | 45.112                                                           |
| William Barrientos                                               | UNT                                                              | Zulia-4                                                          | 49.368                                                           |
| José Sánchez                                                     | UNT                                                              | Zulia-5                                                          | 92.123                                                           |
| Enrique Márquez                                                  | UNT                                                              | Zulia-6                                                          | 93.985                                                           |
| Elías Matta                                                      | UNT                                                              | Zulia-8                                                          | 71.305                                                           |
| Julio Montoya                                                    | UNT                                                              | Zulia-9                                                          | 88.797                                                           |
| Freddy Paz                                                       | UNT                                                              | Zulia-12                                                         | 46.599                                                           |
| Antonio Barreto Sira                                             | AD                                                               | Estado Anzoátegui                                                | Lista                                                            |
| Rodolfo Rodríguez                                                | AD                                                               | Estado Anzoátegui-1                                              | 90.441                                                           |
| Carlos Michelangeli                                              | AD                                                               | Estado Anzoátegui-3                                              | 94.565                                                           |
| Miriam de Montilla                                               | AD                                                               | Apure                                                            | Lista                                                            |
| Dennis Fernández                                                 | AD                                                               | Cojedes                                                          | Lista                                                            |
| Elieser Sirit                                                    | AD                                                               | Falcón                                                           | Lista                                                            |
| Edgar Zambrano                                                   | AD                                                               | Lara-3                                                           | 85.808                                                           |
| Williams Dávila                                                  | AD                                                               | Mérida                                                           | Lista                                                            |
| Juan Pablo García                                                | AD                                                               | Monagas                                                          | Lista                                                            |
| Tobías Bolívar Parra                                             | AD                                                               | Nueva Esparta                                                    | Lista                                                            |
| César Rincones                                                   | AD                                                               | Sucre                                                            | Lista                                                            |
| Leomagno Flores                                                  | AD                                                               | Táchira-1                                                        | 54.321                                                           |
| Bernardo Guerra                                                  | AD                                                               | Vargas                                                           | Lista                                                            |
| Hernán Alemán                                                    | AD                                                               | Zulia-10                                                         | 100.802                                                          |
| Jacinto Romero Luna                                              | COPEI                                                            | Estado Anzoátegui-2                                              | 55.335                                                           |
| José Gregorio Graterol                                           | COPEI                                                            | Falcón-3                                                         | 54.235                                                           |
| Eduardo Gómez Sigala                                             | COPEI                                                            | Lara-3                                                           | 88.706                                                           |
| Enrique Mendoza                                                  | COPEI                                                            | Miranda-2                                                        | 234.272                                                          |
| Morel Rodríguez Rojas                                            | COPEI                                                            | Nueva Esparta-2                                                  | 64.049                                                           |
| Iván Colmenares                                                  | COPEI                                                            | Portuguesa                                                       | Lista                                                            |
| Homero Ruiz                                                      | COPEI                                                            | Táchira                                                          | Lista                                                            |
| Gabino Paz                                                       | COPEI                                                            | Táchira-2                                                        | 44.056                                                           |
| Abelardo Díaz                                                    | COPEI                                                            | Táchira-4                                                        | 44.056                                                           |
| Mervin Méndez                                                    | COPEI                                                            | Zulia-11                                                         | 87.514                                                           |
| Richard Arteaga                                                  | PJ                                                               | Estado Anzoátegui-3                                              | 93.117                                                           |
| Richard Mardo                                                    | PJ                                                               | Aragua-1                                                         | 152.722                                                          |
| Dinorah Figuera                                                  | PJ                                                               | Distrito Capital                                                 | Lista                                                            |
| Julio Borges                                                     | PJ                                                               | Miranda                                                          | Lista                                                            |
| Juan Carlos Caldera                                              | PJ                                                               | Miranda-3                                                        | 122.847                                                          |
| Tomás Guanipa                                                    | PJ                                                               | Zulia-7                                                          | 73.099                                                           |
| Jesús Paraqueima                                                 | PODEMOS                                                          | Estado Anzoátegui-1                                              | 91.195                                                           |
| Ismael GarcíaR                                                   | PODEMOS                                                          | Aragua                                                           | Lista                                                            |
| Hermes García                                                    | PODEMOS                                                          | Sucre-3                                                          | 92.292                                                           |
| Carlos Berrizbeitia                                              | PROVE                                                            | Carabobo                                                         | Lista                                                            |
| Deyaitza Aray                                                    | PROVE                                                            | Carabobo                                                         | Lista                                                            |
| Vestalia Sampedro                                                | PROVE                                                            | Carabobo-2                                                       | 64.671                                                           |
| Andrés Velásquez                                                 | LCR                                                              | Bolívar                                                          | Lista                                                            |
| Américo de Grazia                                                | LCR                                                              | Bolívar-3                                                        | 48.439                                                           |
| Alfredo Ramos                                                    | LCR                                                              | Lara                                                             | Lista                                                            |
| Richard Blanco                                                   | ABP                                                              | Distrito Capital-3                                               | 124.957                                                          |
| Biaggio Pirieli                                                  | Convergencia                                                     | Yaracuy                                                          | Lista                                                            |
| Marcos Figueroa                                                  | DALE                                                             | Estado Anzoátegui-4                                              | 80.810                                                           |
| Julio César Reyes                                                | GE                                                               | Barinas                                                          | Lista                                                            |
| Miguel Cocchiola                                                 | CC                                                               | Carabobo-3                                                       | 164.494                                                          |
| Hernán Núñez                                                     | MVP                                                              | Sucre-3                                                          | 94.457                                                           |
| José Manuel González                                             | Indep.                                                           | Guárico                                                          | Lista                                                            |
| María Corina Machado                                             | Indep.                                                           | Miranda-2                                                        | 235.259                                                          |
| Miguel Ángel Rodríguez                                           | Indep.                                                           | Táchira-5                                                        | 97.458                                                           |
| Arcadio MontielR                                                 | MIAZULIA                                                         | Indígena-Occidente                                               | 1.063.904                                                        |
| Partido Patria Para Todos                                        |                                                                  |                                                                  |                                                                  |
| Nirma Guarulla                                                   | PPT                                                              | Amazonas                                                         | Lista                                                            |
| Julio YgarzaR                                                    | PPT                                                              | Amazonas-1                                                       | 23.453                                                           |

## Reacciones

### Reacción nacional
Antes del anuncio de los resultados, el 25 de septiembre del 2010, la ONG Súmate presentó un avance informativo en el cual concluyó que durante las elecciones hubo «diseño y control del sistema electoral a la medida de los intereses del ejecutivo nacional», «intimidación de actores y electores» y ventajismo, señalando que «desde el propio CNE, se busca para estas elecciones parlamentarias que los resultados electorales favorezcan al gobierno, de manera que éste logre mantener la mayoría de los escaños en la Asamblea Nacional».

### Reacción oficialista
Horas antes de la presentación de los resultados, el exalcalde psuvista Freddy Bernal realizó un llamado a los simpatizantes del chavismo hacia el palacio presidencial. El presidente Hugo Chávez confirmó la cita poco después, a través de su cuenta en Twitter:

Bueno me han dicho que el pueblo viene ¡Pa' (sic) Miraflores!, ¡Pues los espero aquí!"
Hugo Chávez, antes del anuncio de los resultados.

Sin embargo, Chávez no apareció en el llamado "balcón del pueblo", una ventana lateral del palacio presidencial donde acostumbra celebrar sus numerosas victorias electorales. En su lugar se presentó el dirigente chavista Aristóbulo Istúriz, exalcalde de Caracas, quien calificó de una "victoria contundente" los resultados obtenidos, a pesar de que días antes había declarado que de no obtener los dos tercios de la Asamblea, habrían "perdido ganando" la elección.
Poco después, Chávez emitió otro mensaje a través de Twitter:

Bueno mis queridos Compatriotas, ha sido una gran jornada y hemos obtenido una sólida victoria. Suficiente para continuar profundizando el Socialismo Bolivariano y Democrático. Debemos continuar fortaleciendo la Revolución!! Una nueva Victoria del Pueblo. Les felicito a todos.
Mensaje, a través de Twitter, de Hugo Chávez al conocerse los resultados.

Más tarde, criticó a la Mesa de la Unidad Democrática, la principal coalición opositora, de intentar atribuirse el atributo de "mayoría", y aseguró que su partido, el PSUV, más sus aliados, reunieron 100 mil votos más que la MUD; además, retó una vez más a la oposición a activar un referéndum revocatorio en su contra, antes de las próximas elecciones presidenciales en 2012.
La presidenta de la Asamblea Nacional, Cilia Flores, adelantó que la coalición chavista aprobaría leyes orgánicas solamente con la mayoría absoluta, a pesar de que la Constitución Nacional en su Artículo 203 especifica que se requieren dos terceras partes de los escaños (mayoría cualificada):

...el partido revolucionario (PSUV) tiene la mayoría absoluta que el pueblo soberano a través del voto nos dió y será suficiente para profundizar la revolución y aprobar las leyes (orgánicas).
Cilia Flores, presidenta de la Asamblea Nacional

De esta manera, no existirían diferencias entre una ley orgánica y una ley ordinaria en cuanto a su aprobación.

### Reacción internacional
- Argentina: la presidenta argentina Cristina Fernández de Kirchner, haciendo uso de su Twitter[21] mando una felicitación personal a Hugo Chávez: "Hola Hugo. Felicitaciones para vos y para Venezuela toda. Excelente elección."[22]

- Bolivia: El presidente boliviano, Evo Morales, felicitó al presidente Chávez, por su "victoria en los comicios legislativos (...) es un nuevo y renovado impulso de cambio para toda América Latina (...) pese a la campaña internacional de desinformación (...) el pueblo venezolano ha ratificado su apoyo a la Revolución Bolivariana y ha dado ejemplo de participación en elecciones para la consolidación de la democracia".[23]

- Brasil: El ministro de relaciones exteriores brasilero Celso Amorim elogió a la oposición venezolana por participar en las elecciones y la decisión del presidente Chávez de respetar los resultados "95 de los 165, contra 61 de la oposición" (sic). Afirmó que "la oposición a veces es muy incómoda. Pero es importante para discutir y dialogar (...) Fue muy importante que la oposición haya decidido participar, eso lleva al diálogo (...) Lo más importante es que fue una elección democrática y libre".[24]

- Estados Unidos: Charles Luoma, portavoz del Departamento de Estado de los Estados Unidos, dijo "felicitamos a los millones de venezolanos que ejercieron su derecho democrático del voto en las elecciones a la Asamblea Nacional del 26 de septiembre (...) profundizar el diálogo y demostrar su respeto por la diversidad de opiniones que es esencial en una democracia".[25]

- Cuba: el líder cubano Fidel Castro dijo que fue "el enemigo" quien evitó que Hugo Chávez lograra dos tercios de escaños en las elecciones parlamentarias en referencia a Estados Unidos. "El enemigo logró una parte de sus propósitos: impedir que el Gobierno Bolivariano contara con el apoyo de las dos terceras partes del Parlamento. El imperio tal vez crea que obtuvo una gran victoria (...) La Revolución Bolivariana tiene hoy el Poder Ejecutivo, amplia mayoría en el Parlamento y un partido capaz de movilizar a millones de luchadores por el socialismo (...) un grupo de bastardos personajes que, en compañía de mercenarios de la prensa local escrita, radial y televisiva, llegaron a negar incluso la libertad de prensa en Venezuela".[26]

- España: el Ministerio de Asuntos Exteriores de España dijo que "los comicios sirvan de base para un diálogo político más intenso y fructífero" congratuló porque las elecciones se llevaron a cabo en "un clima pacífico y con una muy elevada participación" y que tras los resultados "a buen seguro, una buena base para un diálogo político más intenso y fructífero tanto en la Asamblea Nacional como en otras instituciones".[26]

- Unasur: El secretario general de la Unión de Naciones Suramericanas Néstor Kirchner dijo:

Realmente fue una elección muy importante porque en Venezuela no había luz, no había agua; el país decreció fuertemente, tiene un proceso inflacionario realmente importante y, así y todo, (Hugo Chávez) logró cerca de 94 ó 95 diputados... Como toda elección lo llevará a reflexionar, qué es lo que tiene que hacer, qué es lo que tiene que mejorar, cómo tendrá que resolver las asignaturas pendientes que tiene.

## Mapas electorales
| Resultados de las elecciones (voto lista) por Entidades federales PSUV y aliados (arriba, izquierda); MUD (arriba, derecha); PPT (abajo, izquierda) Resultados a nivel municipal, la tonalidad indica la densidad poblacional en hab/km² (abajo, derecha) | Resultados de las elecciones (voto lista) por Entidades federales PSUV y aliados (arriba, izquierda); MUD (arriba, derecha); PPT (abajo, izquierda) Resultados a nivel municipal, la tonalidad indica la densidad poblacional en hab/km² (abajo, derecha) | Resultados de las elecciones (voto lista) por Entidades federales PSUV y aliados (arriba, izquierda); MUD (arriba, derecha); PPT (abajo, izquierda) Resultados a nivel municipal, la tonalidad indica la densidad poblacional en hab/km² (abajo, derecha) | Resultados de las elecciones (voto lista) por Entidades federales PSUV y aliados (arriba, izquierda); MUD (arriba, derecha); PPT (abajo, izquierda) Resultados a nivel municipal, la tonalidad indica la densidad poblacional en hab/km² (abajo, derecha) | Resultados de las elecciones (voto lista) por Entidades federales PSUV y aliados (arriba, izquierda); MUD (arriba, derecha); PPT (abajo, izquierda) Resultados a nivel municipal, la tonalidad indica la densidad poblacional en hab/km² (abajo, derecha) | Resultados de las elecciones (voto lista) por Entidades federales PSUV y aliados (arriba, izquierda); MUD (arriba, derecha); PPT (abajo, izquierda) Resultados a nivel municipal, la tonalidad indica la densidad poblacional en hab/km² (abajo, derecha) | Resultados de las elecciones (voto lista) por Entidades federales PSUV y aliados (arriba, izquierda); MUD (arriba, derecha); PPT (abajo, izquierda) Resultados a nivel municipal, la tonalidad indica la densidad poblacional en hab/km² (abajo, derecha) | Resultados de las elecciones (voto lista) por Entidades federales PSUV y aliados (arriba, izquierda); MUD (arriba, derecha); PPT (abajo, izquierda) Resultados a nivel municipal, la tonalidad indica la densidad poblacional en hab/km² (abajo, derecha) | Resultados de las elecciones (voto lista) por Entidades federales PSUV y aliados (arriba, izquierda); MUD (arriba, derecha); PPT (abajo, izquierda) Resultados a nivel municipal, la tonalidad indica la densidad poblacional en hab/km² (abajo, derecha) | Resultados de las elecciones (voto lista) por Entidades federales PSUV y aliados (arriba, izquierda); MUD (arriba, derecha); PPT (abajo, izquierda) Resultados a nivel municipal, la tonalidad indica la densidad poblacional en hab/km² (abajo, derecha) | Resultados de las elecciones (voto lista) por Entidades federales PSUV y aliados (arriba, izquierda); MUD (arriba, derecha); PPT (abajo, izquierda) Resultados a nivel municipal, la tonalidad indica la densidad poblacional en hab/km² (abajo, derecha) |
| | | | | | | | | | | |
| --- | --- | --- | --- | --- | --- | --- | --- | --- | --- | --- |